# Bělské papírny

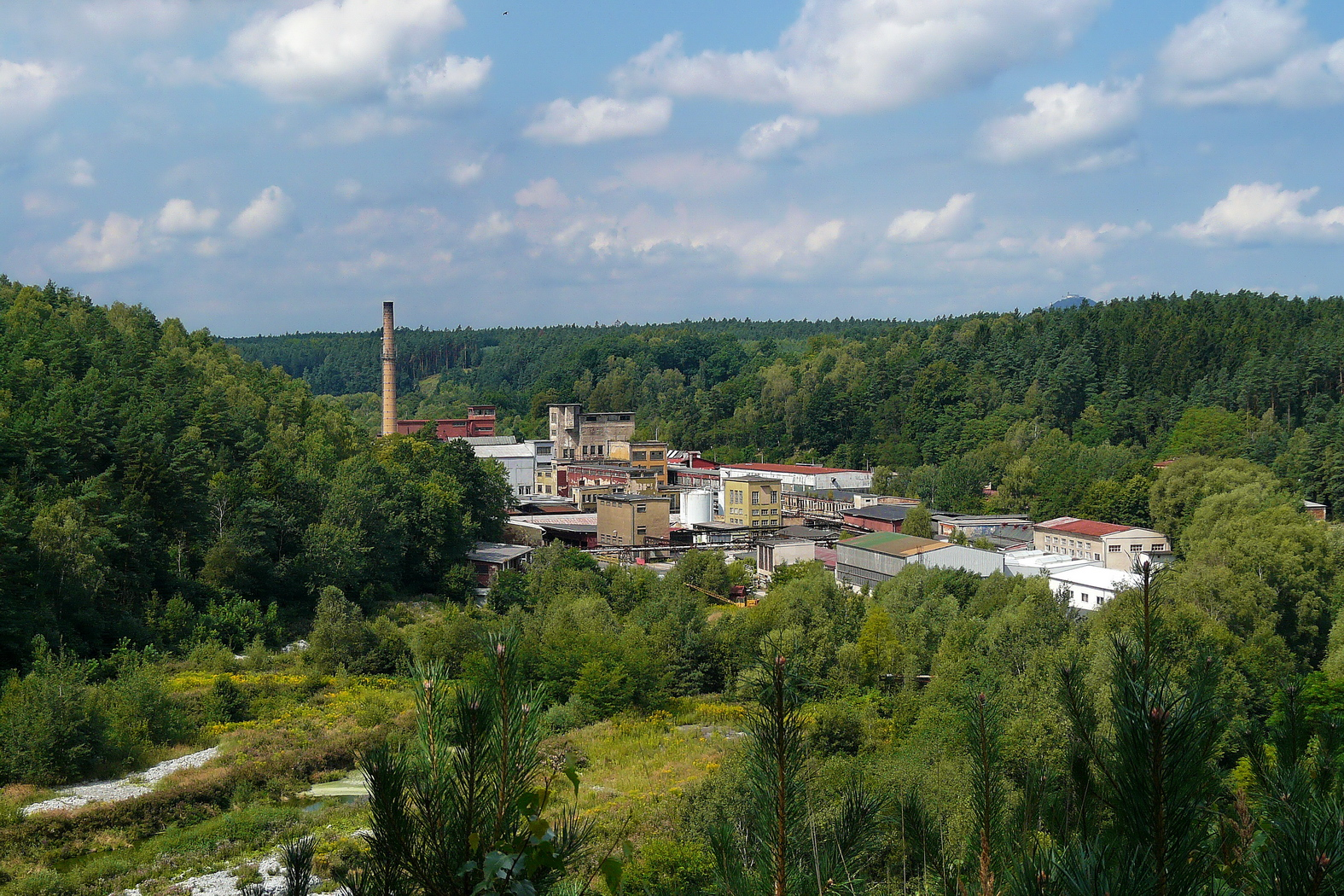
Bělské papírny v údolí Bělé

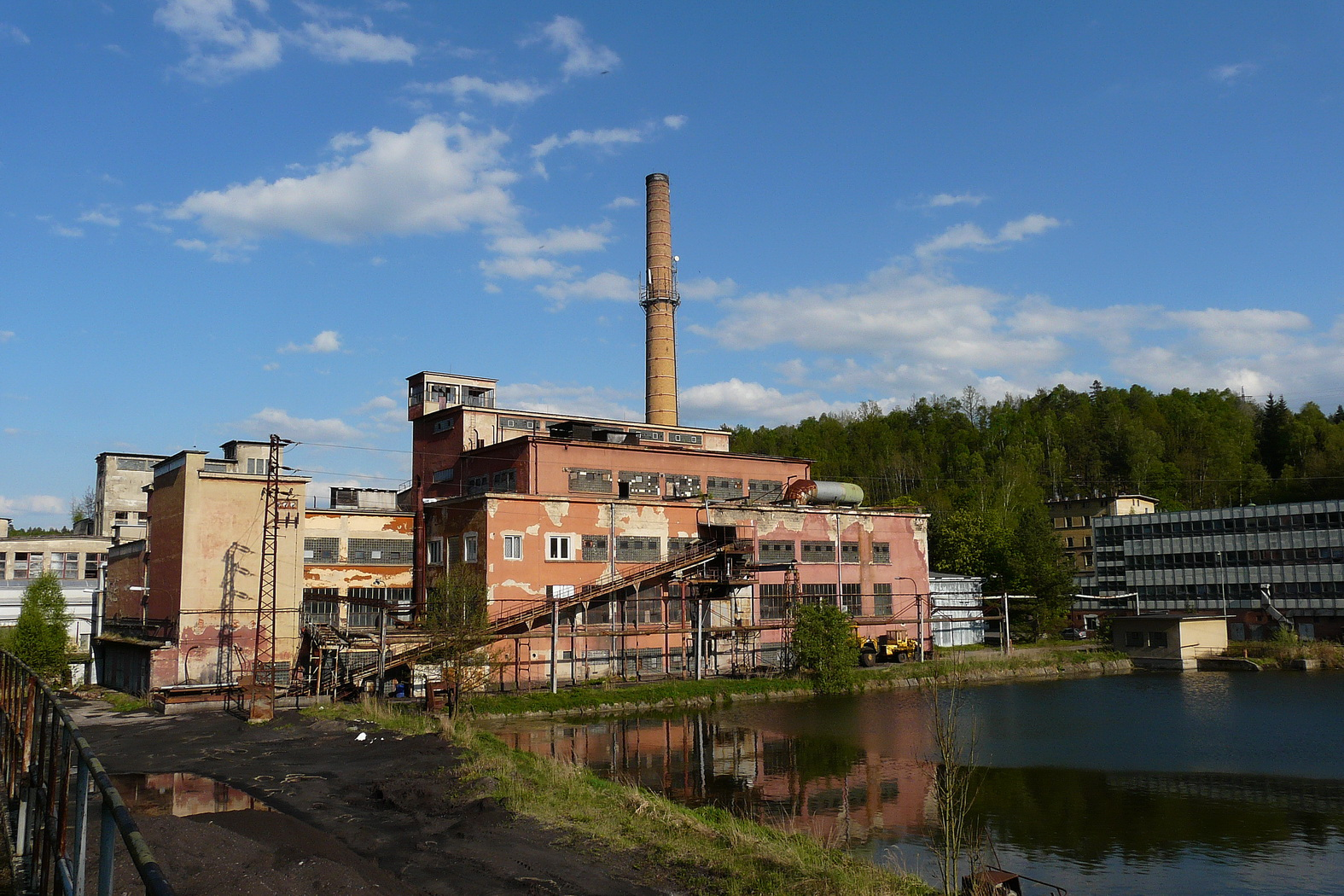
Bělské papírny a vodní nádrž

Bělské papírny jsou papírenský závod v okrese Mladá Boleslav. Leží asi 5 km východně od města Bělé pod Bezdězem na jeho katastrálním území. Závod se rozprostírá v údolí říčky Bělé, jejíž vody využívá.

## Poloha
Bělské papírny je také název základní sídelní jednotky, která zahrnuje k papírnám přilehlé osady Šubrtov a Pohotovostní osada na jižní terase údolí. V areálu je několik vodních nádrží. Ze severní strany prochází kolem areálu železniční trať č. 080 (k ní je napojena závodní vlečka) se zastávkou Bělá pod Bezdězem zastávka. Z jižní strany vede silnice II/276.
Největší problém v podobě znečišťování následného toku říčky Bělé byl ale odstraněn až v roce 2005 instalováním biologické čističky.
Poslední změna vlastníka nastala v roce 2011, kdy proběhla fúze s firmou Kavalierglass.